# Colin Kolles
Pour les articles homonymes, voir Kolles.
Colin Kolles (né Călin Colesnic le 13 décembre 1967 à Timișoara) est une personnalité du sport automobile, propriétaire et président de l'écurie ByKolles Racing. Il vit à Ingolstadt, en Bavière, et possède la double nationalité roumaine et allemande.[réf. nécessaire]

## Biographie
Si son père est un des dentistes de Nicolae Ceaușescu, le petit Colin Kolles est davantage passionné par l'automobile. Après s'être installé en Allemagne dans les années 1980 et de conclure ses études par un doctorat en chirurgie dentaire, il reprend le cabinet familial avec sa mère, Adela. Il quitte l'exercice médical 12 ans après et tente de devenir pilote de courses, sans succès. Par la suite, il se lance dans le commerce des voitures en Bavière et, en 2000, il crée son écurie de Formule 3 pour disputer le Championnat d'Allemagne de Formule 3. 
Il devient ensuite directeur technique chez Jordan Grand Prix en pleine déliquescence au début des années 2000. Il reste dans l'équipe lorsqu'elle devient Midland F1 Racing après le rachat par Alex Shnaider (en). Avant le Grand Prix de Turquie 2005, il réalise une intervention dentaire sur son pilote Tiago Monteiro, qui souffre d'une complication suffisamment grave pour l'empêcher de participer à la course. 
En 2008, il poursuit en Formule 1 chez Force India puis est recruté en 2009 par l'écurie Campos Grand Prix qui souhaite s'engager en Formule 1 en 2009. Kolles participe simultanément au développement de son écurie Team Kolles qui court en endurance et en Deutsche Tourenwagen Masters.  
En 2010, il revient en Formule 1 avec Hispania Racing F1 Team (ex-Campos Grand Prix) dont il devient le directeur principal. En décembre 2011, l'équipe HRT F1 Team annonce que sa collaboration avec Kolles se termine d'un commun accord. L'équipe signale que cette décision fait suite à la nouvelle direction prise par le nouveau management mis en place par Thesan Capital depuis juillet et est la conséquence logique du déménagement programmé de l'équipe en Espagne car, en plus de son rôle de directeur d'équipe, Kolles assurait la construction et la maintenance des monoplaces de HRT depuis 2010 dans ses locaux en Allemagne.
Il est brièvement le propriétaire de l'écurie Caterham F1 Team, peu de temps avant la disparition de l'équipe.

## Écurie
L'équipe Kodewa, créée par Colin Kolles et son père Romulus pour courir en Formule 3 Euro Series, s'est également fait connaître sous le nom de Futurecom en DTM puis a participé à deux reprises aux 24 Heures du Mans avec des Audi R10 TDI en 2009 et 2010.
En 2012, l'écurie s'engage, sous le nom de Lotus LMP2, dans le nouveau Championnat du monde d'endurance FIA afin de démarrer le programme d'endurance du constructeur Lotus. La voiture est en fait un châssis Lola B12/80 à moteur Judd. L'écurie est sponsorisée par le constructeur de moteur tchèque Praga et s'engage avec une licence tchèque au Championnat du monde d'endurance FIA 2013 en catégorie LMP2.